# Treviso Foot-Ball Club 1922-1923
Questa voce raccoglie le informazioni riguardanti il Treviso Foot-Ball Club nelle competizioni ufficiali della stagione 1922-1923.

## Stagione
La stagione 1922-23 vede il Treviso disputare il campionato di Seconda Divisione, girone E, e lo conclude al quarto posto, a pari merito con il Venezia (su 8 squadre): grande realizzatore è sempre Renzo Fadiga, che segna 7 gol in 14 partite. Il bilancio del Treviso è di 5 vittorie, 4 pari e 5 sconfitte, ma si prende il lusso di battere per 2 volte su 2 l'Edera Pola, assoluta dominatrice della stagione, e che contro il Treviso ha gli unici due stop della sua stagione: 3-2 nell'andata di Pola e 2-0 nel ritorno di Treviso.

## Statistiche di squadra
| Competizione      | Punti | In casa | In casa | In casa | In casa | In casa | In casa | In trasferta | In trasferta | In trasferta | In trasferta | In trasferta | In trasferta | Totale | Totale | Totale | Totale | Totale | Totale | DR |
| Competizione      | Punti | G       | V       | N       | P       | Gf      | Gs      | G            | V            | N            | P            | Gf           | Gs           | G      | V      | N      | P      | Gf     | Gs     | DR |
| ----------------- | ----- | ------- | ------- | ------- | ------- | ------- | ------- | ------------ | ------------ | ------------ | ------------ | ------------ | ------------ | ------ | ------ | ------ | ------ | ------ | ------ | -- |
| Seconda Divisione | 14    | 14      | 5       | 4       | 5       | 20      | 22      | 7            | 4            | 2            | 1            | 12           | 9            | 7      | 1      | 2      | 4      | 8      | 13     | -5 |
| Totale            |       | 14      | 5       | 4       | 5       | 20      | 22      | 7            | 4            | 2            | 1            | 12           | 9            | 7      | 1      | 2      | 4      | 8      | 13     | -5 |